# Neapterolelaps nigrisaepta
Neapterolelaps nigrisaepta är en stekelart som först beskrevs av Girault 1929.  Neapterolelaps nigrisaepta ingår i släktet Neapterolelaps och familjen puppglanssteklar. Inga underarter finns listade i Catalogue of Life.